# Paul Lipponer junior
Paul Lipponer jr. (* 5. Dezember 1923 in Mannheim; † 10. Juni 1993) war ein deutscher Fußballspieler. Der Offensivspieler hat von 1945 bis 1959 in den damals erstklassigen Fußball-Oberligen Süd und Südwest für die Vereine FSV Mainz 05, SV Waldhof Mannheim und Phönix Ludwigshafen 270 Spiele absolviert und 125 Tore erzielt.

## Laufbahn

### VfTuR Feudenheim, Jugend und Gauliga Baden bis 1944
Mit 10 Treffern in acht Begegnungen wurde der 20-jährige Paul Lipponer jr., Mittelstürmer der VfTuR Feudenheim, in der Saison 1944/45 Torschützenkönig der Gauliga Baden. Schon als 16-Jähriger hatte der Nachwuchsstürmer sein Debüt in der Mannheimer Stadtauswahl gegeben und dabei den Treffer zum 1:0 gegen die Stadtmannschaft aus Straßburg erzielt.

### Vereine, 1945 bis 1959
Von 1945 bis 1954 absolvierte der Sohn des Mainzer Torjägers Paul Lipponer sr. 236 Spiele in der Oberliga Süd für den SV 07 Waldhof. Dabei gelangen dem Stürmer 115 Tore. Hinzu kommen 33 Spiele (10 Tore) für den SV Phönix 03 Ludwigshafen in den Spielzeiten 1957/58 und 1958/59, sowie ein Oberligaeinsatz im Jahr 1945 für Mainz 05. Lipponer war nach dem Abstieg des SV Waldhof im Jahr 1954 auch noch drei Jahre für die „Waldhof-Buben“ in der 2. Liga Süd im Einsatz, ehe er seine höherklassige Laufbahn bei Phönix Ludwigshafen in der Oberliga Südwest fortführte und im Jahr 1959 beendete.
Beim Traditionsverein aus dem klassischen Arbeiterbezirk der nordbadischen Quadratestadt, den Blau-Schwarzen des SV Waldhof, gehörte Lipponer nach Ende des Zweiten Weltkriegs der Elf an, die am 9. September 1945 das erste genehmigte Spiel in Mannheim austrug. Am Platz an den Brauereien setzte sich Waldhof mit 3:1 Toren gegen den VfR Mannheim durch. Lipponer stürmte auf der Mittelstürmerposition, Reinhold Fanz sr. agierte als Halbstürmer und der später erfolgreiche Trainer Helmut Schneider, stand in der Verteidigung. Am 4. November startete unter den abenteuerlichen Bedingungen der Nachkriegszeit das Kapitel Fußball-Oberliga Süd. Am vierten Spieltag erzielte der Waldhof-Mittelstürmer alle vier Tore beim 4:0-Erfolg gegen Phönix Karlsruhe. Beim 4:0-Sieg der Stadtauswahl von Mannheim am 17. Februar 1946 gegen Stuttgart zeichnete sich Lipponer als dreifacher Torschütze aus. Am Flügel stürmten Vereinskollege Georg Herbold und VfR-Angreifer Karl Striebinger. Am 28. April 1946 gelang ihm mit Waldhof vor 33.000 Zuschauern ein 2:1-Heimerfolg gegen den 1. FC Nürnberg. Am Rundenende belegte die Elf vom Stadion am Alsenweg den vierten Rang in der Oberliga Süd.
In der Herbstserie 1946 spielte Lipponer zunächst für Mainz 05; in den ersten fünf Spielen der später abgebrochenen „Nordzonenliga“ erzielte er acht Tore. Drei weitere Waldhöfer, unter ihnen Helmut Schneider (s. o.) als Spielertrainer, waren zu der Zeit am Bruchweg tätig, doch trennte sich der Verein Mitte November von drei Spielern, unter ihnen Lipponer, wegen angeblich zu hoher Vergütungsforderungen. Nach Ende der Frühjahrsrunde mit nur acht Teilnehmern wurde zur Saison 1947/48 die Nordliga im Südwesten auf 14 Teilnehmer erweitert.
Unter Trainer Herbert Pahlke errang Waldhof, jetzt wieder mit Lipponer, im zweiten Jahr der Oberliga Süd, 1946/47, die Vizemeisterschaft. Der Einzug in die Endrunde um die deutsche Fußballmeisterschaft war durch den noch nicht ausgetragenen Wettbewerb, für Lipponer und Mitspieler wie Reinhold Fanz sr., Karl Vetter, Ludwig Siffling, Georg Herbold, Werner Hölzer, Georg Siegel, Helmut Schall, Willi Rube, Georg Krämer und Erich Rendler, daher nicht möglich. Lipponer zeichnete sich vom 24. November 1946 (2:0 gegen Eintracht Frankfurt) bis zum 15. Juni 1947 (3:1 gegen TSV München 1860) im Rundenverlauf mehrfach als Torschütze beim Vizemeister Waldhof aus. In den zwei Runden 1947/48 und 1948/49 erzielte der Angriffsführer der Waldhöfer jeweils 14 Tore und das Team gehörte mit einem sechsten (1948) beziehungsweise fünften (1949) Rang der Spitzengruppe im Süden an.
In der Saison 1950/51 wird Lipponer mit 13 Ligaspielen und acht Toren bei Waldhof geführt. Laut Zeilinger gehörte er von Oktober 1950 bis Januar 1951 dem Südwestoberligisten SV Phönix Ludwigshafen an, musste dann aber wieder nach einer Verbandsentscheidung nach Waldhof zurückkehren. Waldhof konnte als 14. knapp den Abstieg verhindern. Der Angriffsführer der Schwarz-Blauen vom Alsenweg war in den nächsten drei Runden in 88 Ligaspielen mit 36 Toren präsent. Im Jahr vor der Weltmeisterschaft 1954 in der Schweiz, 1952/53, belegte Lipponer mit Waldhof den neunten Rang in der Oberliga Süd. Für den erstmals 1953 nach dem Zweiten Weltkrieg ausgespielten DFB-Pokal qualifizierte er sich mit seinen Mannschaftskollegen über den süddeutschen Pokal in einer Gruppenrunde gegen den VfR Mannheim, SV Wiesbaden, VfL Neckarau, FV Daxlanden und den ASV Feudenheim. Über die Stationen Eintracht Braunschweig (2:1; Lipponer erzielte den Siegtreffer), SpVgg Fürth (5:2; mit Herbert Erhardt, Karl Mai, Richard Gottinger) und Concordia Hamburg (2:1; Siegtor von Lipponer in der 69. Spielminute) zog er mit seiner Elf in das Halbfinale ein. Er erzielte zwar am 8. März 1953 in Koblenz gegen Rot-Weiss Essen einen Treffer, aber die Mannen um Heinz Wewers, Helmut Rahn, Franz Islacker, August Gottschalk und Bernhard Termath setzten sich im Stadion Oberwerth mit 3:2 Toren durch und zogen in das Endspiel ein, was sie am 1. Mai mit 2:1 Toren gegen Aachen gewannen.
Überraschend stieg Lipponer mit Waldhof unter Trainer Hans Wendlandt 1953/54 aus der Oberliga Süd ab. Das letzte Rundenspiel am 4. April 1954 wurde mit 0:2 Toren in der Angriffsbesetzung mit Heinz Heim, Herbold, Lipponer, Reinhold Cornelius und Heinz Hohmann beim VfB Stuttgart verloren und damit erhielten sich die punktgleichen Stuttgarter Kickers die Oberligazugehörigkeit. Insgesamt wird Paul Lipponer für Waldhof Mannheim in der Oberliga Süd mit 236 Ligaeinsätzen und 115 Toren notiert.
Nach drei Runden mit den Blau-Schwarzen in der 2. Liga Süd schloss sich der Routinier im Sommer 1957 dem Südwestoberligisten Phönix Ludwigshafen an, wo er 1959 nach weiteren 33 Oberligaeinsätzen mit zehn Toren seine höherklassige Spielerlaufbahn beendete. Seinen letzten Oberligaeinsatz hatte der 35-jährige Angreifer am 5. April 1959 beim 1:1-Heimremis von Phönix gegen den Tabellenführer und Meister FK Pirmasens. Er agierte, wie fast durchgehend in seiner Karriere, auf der Mittelstürmerposition und hatte es zumeist mit Stopper Hermann Laag auf Seiten der Pirmasenser im damaligen WM-System zu tun gehabt.

### Auswahlberufungen
Im Länderpokal 1949/50 vertrat der Angreifer die Farben des Landesverbandes Nordbaden in den Spielen am 21. August 1949 gegen Südbaden (3:1) beziehungsweise am 18. September 1949 auf dem Waldhof-Platz gegen Pfalz/Rheinhessen (1:4). Die Mannschaft um Fritz und Ottmar Walter setzte sich in Mannheim vor 22.000 Zuschauer gegen Nordbaden durch, in deren Reihen der Angriff eine VfR/Waldhof-Kombination aus Herbold, Kurt Stiefvater, Lipponer, Ernst Langlotz und Rudolf de la Vigne darstellte. In seinem ersten Phönix-Abschnitt (Oktober 1950 bis Januar 1951) stürmte er am 11. November 1950 beim Spiel von Südwest gegen Süddeutschland am rechten Flügel neben Fritz Walter und erzielte beide Treffer beim 2:2-Remis gegen die Südauswahl. Am 18. März 1951 vertrat er die Farben von Süddeutschland beim 4:2-Erfolg in Hamburg gegen Norddeutschland. Als Mittelstürmer erzielte er ein Tor an der Seite von Horst Buhtz und Ernst Kunkel. Bundestrainer Sepp Herberger honorierte seine Leistungen durch die Berufung für das erste offizielle Länderspiel der B-Nationalmannschaft am 14. April 1951 in Karlsruhe gegen die Schweiz. Bei der 0:2-Niederlage der deutschen Auswahl war der Angriff in der Besetzung mit Gerhard Kaufhold, Kurt Schreiner, Lipponer, Buhtz und Rolf Blessing formiert gewesen.
In der zeitlichen Nähe zum Weltmeisterschaftsjahr 1954, am Ende der Saison 1952/53, kam der Mittelstürmer vom SV Waldhof im Juni 1953 zu zwei weiteren Auswahlberufungen. Am 4. Juni erzielte er in Augsburg beim 5:3-Erfolg der süddeutschen Auswahl gegen eine DFB-Auswahl zwei Tore und wurde danach für das Länderspiel der B-Nationalmannschaft am 14. Juni in Düsseldorf gegen Spanien als Mittelstürmer nominiert. Beim 5:2-Sieg der deutschen B-Elf überzeugte insbesondere der linke Flügel mit Spielmacher Alfred Pfaff (2 Tore) und Linksaußen Hans Schäfer (3 Tore). In der Hinrunde 1953/54 stürmte Lipponer am 2. September 1953 in Konstanz in einer DFB-Auswahl, die sich mit 2:0 Toren gegen eine Schweiz-Auswahl durchsetzen konnte. Beim WM-Qualifikationsspiel am 11. Oktober 1953 in Stuttgart gegen das Saarland (3:0) saß er auf der Ersatzbank der Nationalmannschaft, kam aber nicht zum Einsatz. Am 21. November fand in Hamburg ein Testspiel einer deutschen B-Elf gegen eine Nordauswahl statt; beim 5:1-Erfolg der DFB-Mannen erzielte er auf Rechtsaußen zwei Tore. Einen Tag später, am 22. November, gehörte Lipponer dem Aufgebot für das weitere WM-Qualifikationsspiel gegen Norwegen an. Er blieb beim 5:1-Erfolg der Herberger-Elf ohne Einsatz, die insbesondere im Angriff mit Rahn, Max Morlock, den Walter-Brüdern und Richard Herrmann überzeugte. Nach dem Waldhof-Abstieg in die 2. Liga Süd im Frühjahr 1954 waren die Auswahlberufungen von Paul Lipponer beendet.

## Karrieredaten
- vor 1945: MFC 08 Lindenhof
- vor 1945: VfTuR Feudenheim
- 1945 bis 06/1946: SV 07 Waldhof
- 07/1946 bis 12/1946: 1. FSV Mainz 05
- 01/1947 bis 06/1956: SV 07 Waldhof
- 07/1956 bis 06/1957: unbekannt
- 07/1957 bis 06/1959: SV Phönix 03 Ludwigshafen